# Elecciones provinciales de Santiago del Estero de 1940
Las elecciones provinciales de Santiago del Estero de 1940 tuvieron lugar el domingo 3 de marzo del mencionado año, con el objetivo objetivo de restaurar la autonomía de la provincia después de la intervención federal realizada el 26 de septiembre de 1939.

## Resultados

### Gobernador
| Candidato                          | Partido                            | Partido                            | Votos   | %     |
| ---------------------------------- | ---------------------------------- | ---------------------------------- | ------- | ----- |
| José Ignacio Cáceres               |                                    | Concentración Cívica               | 38.834  | 56,47 |
|                                    |                                    | Unión Cívica Radical               | 28.750  | 41,81 |
|                                    |                                    | Partido Socialista                 | 1.184   | 1,72  |
| Votos positivos                    | Votos positivos                    | Votos positivos                    | 68.768  | 97,36 |
| Votos en blanco                    | Votos en blanco                    | Votos en blanco                    | 1.191   | 1,69  |
| Diferencia de actas                | Diferencia de actas                | Diferencia de actas                | 677     | 0,96  |
| Total de votos                     | Total de votos                     | Total de votos                     | 70.636  | 100   |
| Votantes registrados/participación | Votantes registrados/participación | Votantes registrados/participación | 111.040 | 63,61 |
| Fuente:                            |                                    |                                    |         |       |

### Cámara de Diputados
| Partido                            | Partido                            | Votos   | %     | Bancas | Electos |
| ---------------------------------- | ---------------------------------- | ------- | ----- | ------ | --- |
|                                    | Concentración Cívica               | 38.782  | 56,44 | 18/26  | Ver electos: - Víctor M. Ábalos - Rafael Argañaraz - Tristán Argañaraz - Rosendo Allub - Antonio Castiglione - Manuel E. Cáceres - Leonidas Castillo - Luis César González - Anselmo Luna - Juan Mayuli - Cirilo Mingo - Eleodoro Moreno Navarro - Francisco Poupard - Oscar Raimondi - Marcos E. Rojas - Juan D. Trucco - Habid Zajeck - Javier Zavalía |
|                                    | Unión Cívica Radical               | 28.706  | 41,77 | 8/26   | Ver electos: - Elías N. Lludgar - Dermidio S. Jiménez - Eduardo Miguel - José M. Ataide - Ignacio Acosta Soria - Hipólito M. Noriega - Luciano Loto - Víctor Guzmán |
|                                    | Partido Socialista                 | 1.229   | 1,79  |        | |
| Votos positivos                    | Votos positivos                    | 68.717  | 97,28 |        | |
| Votos en blanco                    | Votos en blanco                    | 1.211   | 1,71  |        | |
| Diferencia de actas                | Diferencia de actas                | 708     | 1,00  |        | |
| Total de votos                     | Total de votos                     | 70.636  | 100   |        | |
| Votantes registrados/participación | Votantes registrados/participación | 111.040 | 63,61 |        | |
| Fuente:                            |                                    |         |       |        | |